# Флаг Нижневартовска
Флаг муниципального образования «Город Нижнева́ртовск» Ханты-Мансийского автономного округа — Югры Тюменской области Российской Федерации.
Флаг утверждён 25 сентября 2003 года, как флаг муниципального образования город окружного значения Нижневартовск (после муниципальной реформы — муниципальное образование «Город Нижневартовск»), и внесён в Государственный геральдический регистр Российской Федерации с присвоением регистрационного номера 1588.
Флаг составлен на основании герба Нижневартовска по правилам, соответствующим традициям геральдики и вексиллологии. Герб и флаг города являются официальными символами города Нижневартовска.
Целями учреждения и использования герба и флага города являются: 

— создание зримых символов целостности территории города, единства и взаимодействия населяющих его граждан; 

— воспитание у жителей города Нижневартовска гражданственности, патриотизма, уважения к национальным, культурным и духовным традициям.

## Описание флага
«Флаг города Нижневартовска представляет собой трёхцветное прямоугольное полотнище с соотношением ширины к длине 2 × 3, разделённое по горизонтали на три полосы. Соотношение ширины полос к общей ширине полотнища: верхняя (синяя) 4 × 9, средняя (золотая) 1 × 9, нижняя (белая) 4 × 9. Слева полотнище представляет собой равнобедренный треугольник золотого цвета, основанием которого служит левый край полотнища, угол наклона бёдер 45°. Вершина треугольника переходит в среднюю золотую полосу, расстояние от левого края до начала полосы в соотношении к ширине полотнища 4 × 9».

## Символика флага
Флаг города Нижневартовска по своему содержанию един и гармоничен. Символика флага упрощённо воспроизводит символику герба города.
Выбор цветов флага обусловлен местными национально-региональными традициями.
Цвет синей полосы флага — символ красоты, величия. Это и ярко-синее небо, и богатые водные ресурсы.
Белая полоса — символ снежных просторов, чистоты и мира.
Золотая полоса между ними символизирует богатства Самотлора, к которым относятся крупные нефтяные месторождения, а также великодушные, открытые для всего прекрасного жители Нижневартовска.